# Sippar
Sippar (sumerisch Zimbir, biblisch Sepharvaim, heute Tell Abū Ḥabbah) war eine erstmals in Sumer erwähnte Stadt des Altertums.

## Grabungsgeschichte
Tell Abū Ḥabbah wurde im Dezember 1880 von Hormuzd Rassam besucht und als Sippar identifiziert. Fast sofort nach dem Beginn der Ausgrabungen im Jahr 1881 wurde die Sonnengott-Tafel oder Abu-Habbah Tafel entdeckt, die aus der Regierungszeit von Nabû-apla-iddina stammt. Zwischenzeitlich wurde in Sippar eine große Anzahl von Keilschrifttexten entdeckt.

## Geschichte
Sippar lag in etwa 60 Kilometer nördlicher Entfernung von Babylon und 16 Kilometer südwestlich vom heutigen Bagdad auf der östlichen Seite des Euphrat. Die Stadt war zweigeteilt in Sippar des Sonnengotts und Sippar der Ischtar. Der Ort beheimatete als Hauptgott Utu und wurde inschriftlich unter anderem auch Sippar von Eden genannt. Der Tempel des Sonnengottes Schamasch war unter der sumerischen Bezeichnung Ebabbar bekannt. Die zugehörige Inschrift wurde auf das Jahr 1831 v. Chr. datiert. Kyros der Große hatte Sippar nach seinem Sieg bei Opis 539 v. Chr. eingenommen.